# Literaturjahr 1502
Liste der Literaturjahre

◄◄ | ◄ | 1498 | 1499 | 1500 | 1501 | Literaturjahr 1502 | 1503 | 1504 | 1505 | 1506 | ► | ►►

Weitere Ereignisse
Dieser Artikel behandelt das Literaturjahr 1502.

## Ereignisse
- 13. Februar: Der spanische Dominikaner Bartolomé de Las Casas, später bedeutendster Kritiker sowie Chronist der Conquista, reist das erste Mal nach Westindien in die heutige Karibik, um sich in Hispaniola niederzulassen.
- Amerigo Vespucci sendet den Reisebericht Mundus Novus an den florentinischen Adeligen Lorenzo di Pierfrancesco de’ Medici. Darin beschreibt er seine von Mai 1501 bis September 1502 dauernde dritte Südamerikareise.
- 19. November: Der Diplomat Alberto Cantino sendet heimlich die sogenannte Cantino-Planisphäre aus Portugal an Ercole I. d’Este, den Herzog von Ferrara. Bei der Planisphäre handelt es sich um eine Weltkarte, die die neuesten kartographischen Erkenntnisse der letzten Jahre beinhaltet. Sie enthält die früheste direkt datierte Kartendarstellung von Amerika, allerdings noch nicht so betitelt.

- Das Landbuch von Hof ist das erste Besitzverzeichnis des Amtes Hof als Teil der Markgrafschaft Brandenburg-Kulmbach.

## Geboren

### Geburtsdatum gesichert

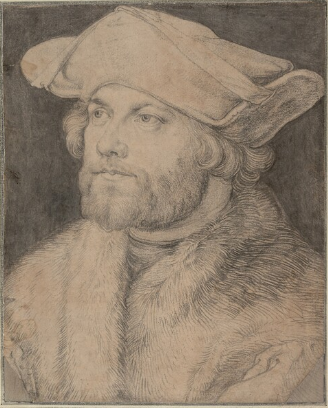
Damião de Góis; * 2. Februar

- 2. Februar: Damião de Góis, portugiesischer Diplomat und Historiker († 1574)
- 2. Juni: Guillaume Bigot, französischer Dichter, Philosoph und Arzt († um 1550)

- 26. Juli: Christian Egenolff, deutscher Buchdrucker († 1555)
- 6. Dezember: Nikolaus Gentzkow, deutscher Jurist und Chronist, Bürgermeister von Lüneburg († 1576)

### Genaues Geburtsdatum unbekannt
- Narziß Renner, Augsburger Buchmaler († 1536)
- Johannes Stomius, deutscher Musiker, Pädagoge, Humanist, lateinischer Poet († 1562)
- Benedetto Varchi, Florentiner Dichter und Historiker († 1565)
- Mordechai Zemach, Prager jüdischer Drucker († 1591)

### Geboren um 1502
- Johannes Kessler, deutscher reformierter Theologe und Chronist († 1574)
- Jorge Reinel, portugiesischer Kartograf († um 1572)

## Gestorben

### Todesdatum gesichert
- Januar: Johannes Mauburnus, flämischer Augustiner-Chorherr, Theologe und Erbauungsschriftsteller (* um 1460)

- um den 14. März: Felix Fabri, deutscher Dominikaner und Schriftsteller (* 1438/39)
- 15. Juli: Vincenz Lang, deutscher Humanist und Dichter

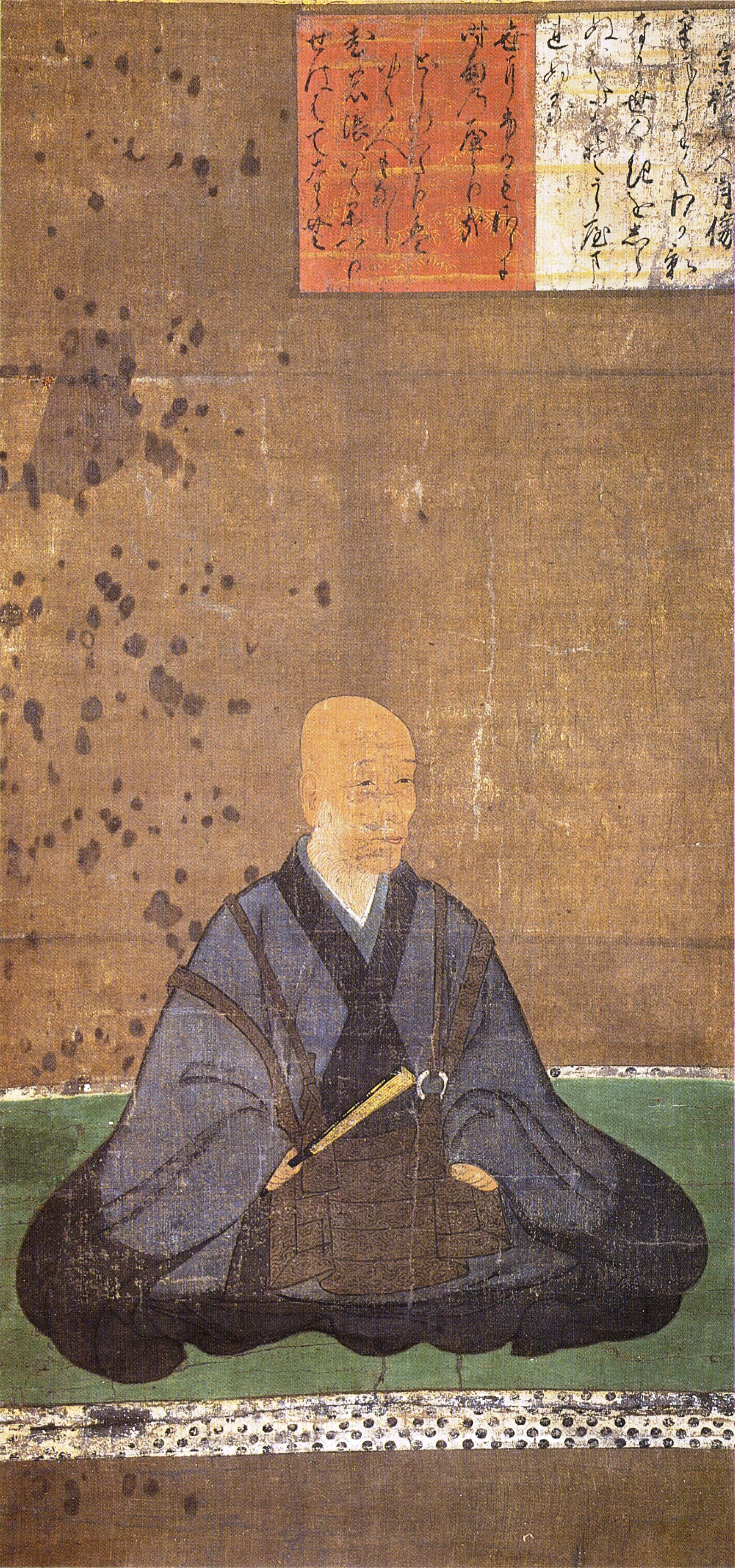
Iio Sōgi; † 1. September

- 1. September: Iio Sōgi, japanischer buddhistischer Mönch und Renga-Dichter (* 1421)
- 13. November: Annius von Viterbo, italienischer Dominikaner und Fälscher historischer Dokumente (* um 1432)

### Genaues Todesdatum unbekannt
- Diogo Gomes, portugiesischer Entdecker und Autor (* 1420)
- Johann Koelhoff der Jüngere, deutscher Drucker und Verleger der Inkunabelzeit
- Olivier de la Marche, burgundischer Schriftsteller und Generalmünzmeister von Geldern (* um 1425)
- Werner Rolevinck, Kölner Kartäusermönch und Schriftsteller (* 1425)
- Octavien de Saint-Gelais, französischer Kleriker, Dichter und Übersetzer (* 1468)